# Shenstone (Worcestershire)
Shenstone – wieś w Anglii, w hrabstwie Worcestershire, w dystrykcie Wyre Forest. Leży 19 km na północ od miasta Worcester i 172 km na północny zachód od Londynu.